# Loại pho mát

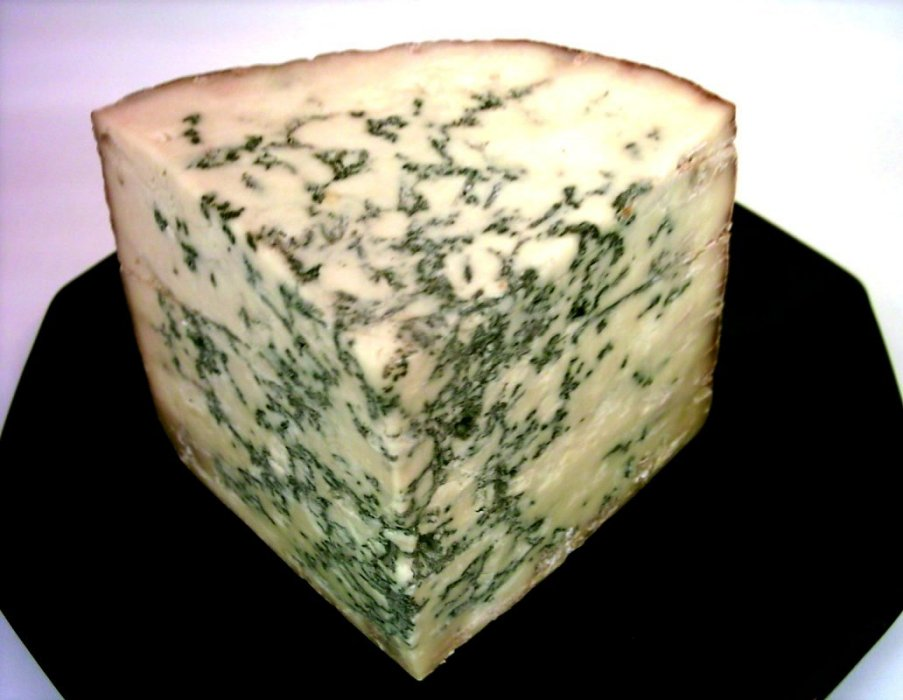
Stilton, một blue cheese từ Anh Quốc

Có một số loại pho mát, được phân nhóm hoặc phân loại theo các tiêu chí như độ dài của quá trình lão hóa, cách cấu tạo, phương pháp làm, hàm lượng chất béo, sữa động vật, quốc gia hoặc vùng xuất xứ, vv. Các phương pháp thường được sử dụng nhất và theo truyền thống là dựa vào độ ẩm, mà sau đó được tiếp tục thu hẹp xuống bởi hàm lượng chất béo và bảo dưỡng hoặc các phương pháp làm chín. Các tiêu chí này có thể hoặc được sử dụng đơn lẻ hoặc kết hợp, nhưng không có phương pháp duy nhất đang được sử dụng phổ biến. Sự kết hợp của các loại sản xuất khoảng 500 loại khác nhau được công nhận bởi Liên đoàn Sữa Quốc tế, hơn 400 được Walter và Hargrove xác định, Burkhalter hơn 500 và hơn 1.000 bởi Sandine và Elliker. Một số nỗ lực đã được thực hiện để hợp lý hóa việc phân loại pho mát; một kế hoạch được Pieter Walstra đề xuất dùng món khai vị thứ nhất và thứ nhì kết hợp với độ ẩm, và Walter và Hargrove đề nghị phân loại bằng các phương pháp sản xuất. Sự sắp xếp theo hệ thống cuối cùng này đưa tới kết quả là 18 loại, mà sau đó được tiếp tục phân nhóm theo độ ẩm.